# Hyldespjældet
Hyldespjældet er et boligområde i den nordlige del af Albertslund Kommune opført 1974-76. 
Navnet udspringer af, at der tidligere var en mark på stedet, som havde navnet Hyldespjældet. "Hyld" hentyder til at marken var omkranset af hyldetræer, og "spjæld" hentyder til selve omkransningen (indelukke, afspærring). Navnet har således intet med fængsel at gøre.
Boligområdet er karakteriseret ved tæt lav bebyggelse i form af rækkehuse eller klyngehuse. Særligt ved Hyldespjældet er de mange skulpturer på fællesarealerne.
Der findes ca. 350 boliger i Hyldespjældet.